# BroadwayWorld
 (novembre 2024).
BroadwayWorld est un site en ligne basé à New York, fondé en 2003 par Robert Diamond, PDG de Wisdom Digital Media, collectant et diffusant l'actualité des scènes de Broadway, de l'Off-Broadway et également des grandes scènes internationales.

## Histoire et contenus
Robert Diamond, ingénieur en système informatique, diplômé de la Syracuse University School of Information Studies (en), crée en 2003 BroadwayWorld.com, qui s'est donné pour but de faire la promotion des activités de Broadway (pièces de théâtre, revues musicales, comédies musicales), des tournées des troupes de Broadway et de l'Off-Broadway sur les Etats-Unis et dans le monde.
Le site soutient et promeut l'éducation théâtrale dans les établissements scolaires et universitaires américains, notamment en hébergeant des sites et blogs d'étudiants sur son site.
Selon les sites Alexa (Internet) et Wisdom Digital, en moyenne, le site est visité par 5 millions d'internautes, chaque mois, loin devant ses concurrents comme Internet Broadway Database, ou Theatermania,.
À ce jour, c'est le seul site de ce genre possédant une application Apple TV,.